# Вознесенский, Игорь Юрьевич
И́горь Ю́рьевич Вознесе́нский (28 мая 1985, Орёл, СССР) — российский футболист, полузащитник.

## Карьера
Воспитанник орловского футбола. В 2002 году подписал контракт с московским «Локомотивом», в 2002—2004 годах выступал за молодёжную команду. 29 марта 2003 года в матче 1/8 финала Кубка Премьер-лиги с «Торпедо-Металлургом» (0:3) дебютировал за основную команду «Локомотива», выйдя на замену на 62 минуте. Второй и последний матч в основной команде сыграл 2 апреля: в ответной игре 1/8 финала Кубка Премьер-лиги (0:0) вышел на поле в стартовом составе и был заменен на 80 минуте встречи.
В 2005 году был отдан в аренду в «Орёл». В начале 2006 года подписал полноценный контракт с подмосковными «Химками». Отыграв в команде весь сезон 2006, по итогам которого команда вышла в Премьер-лигу, в начале 2007 года перешёл в ярославский «Шинник». Также, проведя в команде весь сезон 2007, в котором команда заняла первое место и вышла в Премьер-лигу, вернулся в стан «Русичей». В начале 2009 года перешёл в казахстанский «Кайсара», выступавший в Высшей лиге. Летом того же года перешёл в «Тюмень». Зимой 2010 года Вознесенский вновь вернулся в орловские «Русичи». Зимой 2012 года у него закончился контракт с клубом, и он на правах свободного агента пополнил состав «Авангарда» Курск. 23 апреля в матче с пензенским «Зенитом» (0:0) дебютировал в составе клуба. По окончании сезона 2011/12 покинул «Авангард». С июля по сентябрь 2012 года играл в брянском «Динамо-ДЮСШ» в III дивизионе. 6 сентября 2012 года перешёл в «Орел».

## Достижения
- Победитель Премьер-лиги (2): 2002, 2004 («Локомотива»)
- Победитель Первого дивизиона (2): 2006 («Химки)», 2007 («Шинник)
- Серебряный призёр зоны «Центр» Второго дивизиона (1): 2012